# Ernst Hofbauer
Pour l’article homonyme, voir Hofbauer.
Ernst Hofbauer est un réalisateur autrichien, né le 22 août 1925 à Vienne et mort le 24 février 1984 à Munich.

## Biographie
Ernst Hofbauer réalise une quarantaine de films entre 1958 et 1984. Dès le milieu des années 1960, il se spécialise dans l'érotisme dont il devient un des principaux représentent en Allemagne. Ses films se présentent souvent sous la forme d'un faux reportage, (un peu à la manière de Mondo movies, en version « soft ») et laissent une large part à la comédie. Cette formule obtient son plus gros succès avec la série des Schulmädchen-Report, commencée en 1970 et qui connaîtra de nombreux opus. À la fin des années 1970, il travaille moins et part réaliser trois films en Turquie sous le pseudonyme d'Herb Al Bauer. Sorti en 1984, son premier film pornographique, Les Orgies de Raspoutine (de), est aussi sa dernière réalisation.
Il a également œuvré pour la télévision, tournant notamment, en 1969, les deux premières saisons de la série télévisée Percy Stuart (de).

## Filmographie
- 1958 : Wiener Luft (de)
- 1964 : Tim Frazer à la poursuite du mystérieux Monsieur X (Tim Frazer jagt den geheimnisvollen Mister X)
- 1964 : Vacances à Saint-Tropez (Holiday in St. Tropez)
- 1965 : Mission à Hong Kong (Das Geheimnis der drei Dschunken)
- 1965 : Les Aigles noirs de Santa Fé (Die schwarzen Adler von Santa Fe)
- 1965 : Tausend Takte Übermut (de)
- 1966 : La Fontaine aux mille plaisirs (Die Liebesquelle)
- 1966 : Le Marché noir de l'amour (de) (Schwarzer Markt der Liebe)
- 1967 : Les Salauds se portent bien (de) (Heißes Pflaster Köln)
- 1969 : Die jungen Tiger von Hongkong (de)
- 1969 : Percy Stuart (de) (série télévisée)
- 1970 : Macadam oseille (Prostitution heute) — documentaire mondo
- 1970 : Rapports intimes au collège de jeunes filles (Schulmädchen-Report: Was Eltern nicht für möglich halten)
- 1971 : Jeunes filles chez le gynécologue (de) (Mädchen beim Frauenarzt)
- 1971 : La Sexualité au travail ou l'amour au bureau (de) (Erotik im Beruf – Was jeder Personalchef gern verschweigt)
- 1971 : Que font ces dames quand leurs maris bossent ? (de) (Der neue heiße Sex-Report – Was Männer nicht für möglich halten)
- 1971 : Les Petites cochonnes (de) (Der neue Schulmädchen-Report. 2. Teil: Was Eltern den Schlaf raubt)
- 1971 : L'Amour en vacances (Urlaubsreport – Worüber Reiseleiter nicht sprechen dürfen)
- 1972 : Les Provocatrices (de) (Schulmädchen-Report. 3. Teil: Was Eltern nicht mal ahnen)
- 1972 : Semesterferien (de)
- 1972 : Les Plaisirs de la femme dressée (de)
- 1972 : Les Apprenties de l'amour (de) (Lehrmädchen-Report)
- 1972 : Bacchanales érotiques (de) (Schulmädchen-Report. 4. Teil: Was Eltern oft verzweifeln läßt)
- 1973 : C'est la queue du chat qui m'électrise (Hausfrauen-Report international)
- 1973 : Chaleurs profondes (Schulmädchen-Report. 5. Teil: Was Eltern wirklich wissen sollten)
- 1973 : Ce que les étudiantes ne racontent pas (de) (Was Schulmädchen verschweigen)
- 1973 : Libres jouissances (de) (Frühreifen-Report)
- 1973 : Lolita super sexy (de) (Schulmädchen-Report. 6. Teil: Was Eltern gern vertuschen möchten)
- 1974 : Des filles pour deux voyous (de) (Dschungelmädchen für zwei Halunken)
- 1974 : Wenn die prallen Möpse hüpfen (de)
- 1974 : Schulmädchen-Report. 7. Teil: Doch das Herz muß dabei sein (de)
- 1974 : Les Vierges des mers chaudes (Karate, Küsse, blonde Katzen)
- 1974 : Chaleurs humides (de) (Schulmädchen-Report. 8. Teil: Was Eltern nie erfahren dürfen)
- 1975 : Attachez vos ceintures (de) (Zwei Teufelskerle auf dem Weg ins Kloster)
- 1976 : La Grande Châtaigne (it) (Che carambole ragazzi)
- 1976 : Karamurat le vengeur (tr) (Kara Murat Şeyh Gaffar'a Karşı)
- 1977 : Jeux d'amour au collège (de) (Schulmädchen-Report. 11. Teil: Probieren geht über Studieren)
- 1977 : Trois Hommes d'Istanbul (tr) (Babanın Evlatları)
- 1977 : Kara Murat Denizler Hakimi (tr)
- 1980 : Maria – Nur die Nacht war Zeuge (de)
- 1984 : Les Orgies de Raspoutine (de) (Rasputin – Orgien am Zarenhof)